# Eldon Jónsson
Eldon Jónsson (ou Þór Eldon en islandais) est un compositeur et guitariste islandais, né le 2 juin 1962 à Reykjavik.

## Biographie
Þór Eldon commence sa carrière dans les groupes Fan Houtens Kókó puis Hið Afleita Þríhjól avant de devenir le guitariste des Sugarcubes en 1986. Cofondateur du label Bad Taste, il épouse la chanteuse des Sugarcubes, Björk, en 1986. Le couple se sépare l'année suivante. Ils ont eu un fils ensemble, Sindri Thorsson.
En 1993, il fonde le groupe Unun, qui se sépare dès 1994.

## Discographie
Avec The Sugarcubes
- Life's Too Good (1988)
- Here Today, Tomorrow, Next Week! (1989)
- Stick Around for Joy (1992)
- It's It (remixes) (1992)
- The Great Crossover Potential (anthologie) (1998)
- The Complete Studio Albums (Compilation) (2006)